# Benedikt Koller (Fussballspieler)
Benedikt Koller (* 5. März 1990) ist ein ehemaliger Schweizer Fussballspieler.
Der 182 cm grosse Fussballer spielte als Mittelfeldspieler zwischen 2009 und 2011 beim FC Luzern, bei dem er die Nummer 20 trug. Zuvor spielte er für den SC Buochs, den SC Kriens und die U21-Mannschaft des FC Luzern. Sein Debüt in der 1. Mannschaft hatte er am 16. Mai 2010 beim letzten Meisterschaftsspiel 2009/2010 gegen den Grasshopper Club Zürich, wo er in der 79. Minute eingewechselt wurde. Der FC Luzern gewann das Auswärtsspiel mit 1:0.
Koller löste seinen mehrjährigen Vertrag nach einer halben Saison im Juni 2011 beim FC Luzern auf. In einem Interview sagte er: «Ich fühlte mich unwohl im Fussball-Business. Es war oft einfältig, scheinheilig und primitiv.» Heute ist er Sport-Redaktor bei der NZZ.